# Zogaj
Zogaj – wieś położona w północnej części Albanii w gminie Bytyç. Wieś znajduje się 115 kilometrów od stolicy państwa, Tirany.

## Etymologia
Nazwa wsi pochodzi od albańskiego słowa zog, które oznacza "ptak". We wczesnych dokumentach wieś nazywano Bardonja.

## Demografia
Według spisu ludności z 1989 roku we wsi Zogaj mieszkało 345 mieszkańców.